# Pselliophora rubra
Pselliophora rubra är en tvåvingeart som beskrevs av Osten Sacken 1887. Pselliophora rubra ingår i släktet Pselliophora och familjen storharkrankar. Inga underarter finns listade i Catalogue of Life.